# Кшевіни (Лодзинське воєводство)
Кшевіни (пол. Krzewiny) — село в Польщі, у гміні Сулеюв Пйотрковського повіту Лодзинського воєводства.
Населення — 224 особи (2011).
У 1975-1998 роках село належало до Пйотрковського воєводства.

## Демографія
Демографічна структура станом на 31 березня 2011 року:
|          | Загалом | Допрацездатний вік | Працездатний вік | Постпрацездатний вік |
| -------- | ------- | ------------------ | ---------------- | -------------------- |
| Чоловіки | 116     | 31                 | 72               | 13                   |
| Жінки    | 108     | 27                 | 60               | 21                   |
| Разом    | 224     | 58                 | 132              | 34                   |